# 中央新影新科动漫频道
中央新影新科动漫频道，原名CCTV新科动漫频道，是隶属于中央新影集团的中央新闻纪录电影制片厂与北京科学教育电影制片厂合办的以全动漫内容呈现的专业付费电视频道，于2008年11月28日开播，由中视新科动漫股份有限公司运营，频道主要播出动漫资讯和以青少年为对象的电视节目。
2020年7月24日起，该频道的播出呼号正式变更为「中央新影新科动漫频道」，原台标中的双线CCTV标识改为毛泽东手书「中央新影」字样。
2022年1月30日22:00，频道停播。